# Aerotal
AeroTal (Aerolíneas Territoriales de Colombia, antes Aerolíneas Taxi Aéreo el Llanero) fue una aerolínea colombiana con base en el Aeropuerto Vanguardia de Villavicencio. Se especializó en vuelos tanto regionales, como domésticos e internacionales. Fue fundada en 1970 y finalizó operaciones en 1983.

## Historia
Por iniciativa del Víctor Manuel Ferrucho, se creó AeroTal con base en Villavicencio. Se tenía como objetivo realizar vuelos no regulares hacia el Meta. 
Inició operaciones con un Cessna 206 y un Piper PA-21. Luego, con el cierre de la base de Avianca en Villavicencio, se decidió ampliar el cuadro de rutas y retomar destinos abandonados por Avianca. También se adquirieron aviones Douglas DC-3 para operar a nuevos destinos.
En 1974, se adquirieron Douglas DC-4 de Avianca, con los cuales se abrieron nuevas rutas y se inauguró una base de operaciones en Bogotá. Un año más tarde, se adquirieron aviones Sud Aviation Caravelle de LAN Airlines para operar las rutas más concurridas de la empresa (Arauca y Leticia). 
Con el transporte de carga, se realizaron vuelos chárter internacionales, con los cuales se vio la posibilidad de reemplazar a los DC-4 con aviones más grandes para cubrir rutas internacionales. Para ese momento, AeroTal no tenía más interés en los vuelos hacia los Llanos Orientales, como se tenía previsto al comenzar operaciones. Ese mismo año se comenazaron a operar las principales rutas troncales, como Cali, San Andrés, entre otras. También se decidió suspender las operaciones en Leticia para utilizar los nuevos jets en las rutas troncales. 
Tres años más tarde se incorporó un cuarto avión Caravelle para cubrir la enorme demanda de las rutas troncales. En ese momento fue cuando AeroTal cambió su nombre a "Aerolíneas Territoriales de Colombia". Luego en 1979 la Aeronáutica Civil autorizó vuelos de carga hacia Miami, para los cuales se adquirió por medio de Leasing un Boeing 707.
A inicios de los ochenta de adjuntaron rutas desde Pereira y Medellín, mejorando su posición en el mercado doméstico. Cuando Aerocondor cesó operaciones la aerolínea vio la posibilidad de ampliarse, por lo cual ordenó aeronaves 720 y 727, que operaban en las rutas más importantes. En 1981 se lanzaron promociones nunca antes vistas en Colombia, con las cuales se rompieron esquemas tarifarios. Estos dieron la idea de comenzar a opera vuelos de pasajeros a Miami, temporalmente desde Barranquilla, Bogotá, Medellín y San Andrés.

### Crisis y quiebra de AeroTal
Los problemas de AeroTal comenzaron con dos secuestros, ambos en aeronaves 727, y varios incidentes en sus Boeing 727. Estos últimos habían sido advertidos en un comunicado por Boeing, el cual mencionaba problemas con los alerones y el timón de cola, escapes en el sistema hidráulico y combustible. Luego, en 1983 hubo una crisis financiera, por lo cual AeroTal suspendió sus operaciones por dos semanas mientras recibía ayuda financiera. También durante ese periodo hubo una reestructuración de los directivos de AeroTal, y se solicitó a Avianca cubrir las rutas de la aerolínea temporalmente.
Luego de su cese de operaciones temporal, la empresa quedó sin poder obtener repuestos para sus aviones, además de no tener personal para el mantenimiento desde el año anterior. Debido a esos problemas, se optó por contratar a los antiguos empleados de Aerocondor. Pero el problema no era la falta de personal, si no la falta de presupuesto. 
Finalmente, debido a deudas graves, se suspendieron definitivamente las operaciones de AeroTal.
Luego de la quiebra de AeroTal, se descubrieron irregularidades en el funcionamiento de la empresa, así como procedimientos no válidos para llevar las aeronaves a otros países.

### Resurgimientos fallidos
En el año 1984, el presidente de la empresa, Hugo Salguero, expuso un plan de recuperación de AeroTal, el cual incluía la renta de un Boeing 727 a Avianca y otro a ACES. También se planeó operar los Caravelle sacados de la flota años atrás. Sin embargo, este proyecto no funcionó.
Nuevamente en 1988 se creó un nuevo plan para recuperar la liquidada empresa. Se buscó la manera de cubrir las antiguas deudas y suplir las necesidades públicas, puesto que en ese entonces Avianca había suspendido sus vuelos de carga a Estados Unidos. Desafortunadamente, este nuevo plan también falló.

## Flota histórica
Durante su existencia, Aerotal operó las siguientes aeronaves:
| Aeronaves              | Total | Introducido | Retirado | Matrículas                                                       |
| ---------------------- | ----- | ----------- | -------- | ---------------------------------------------------------------- |
| Boeing 707             | 4     | 1979        | 1983     | N70798 (rrg. HK-2410), HK-2606, N15710 y HK-2842X (rrg. HP-1028) |
| Boeing 720             | 1     | 1980        | 1983     | HK-2558X                                                         |
| Boeing 727-100         | 6     | 1980        | 1983     | HK-2833X, HK-2957X, HK-2559, HK-2560X, HK-2637X y HK-2605X       |
| Douglas DC-3           | 1     | 1973        | 1978     | HK-1393                                                          |
| Douglas DC-4           | 4     | 1973        | 1978     | HK-654, HK-136, HK-112 y HK-173                                  |
| Sud Aviation Caravelle | 6     | 1975        | 1983     | HK-2212X (rrg. HK-2212), HK-1709X, HK-1780, HK-2402 y HK-1779    |

## Antiguos destinos
| Países         | Aeropuertos            | Destinos                                            |
| -------------- | ---------------------- | --------------------------------------------------- |
| Aruba          | Oranjestad             | Aeropuerto Internacional Reina Beatrix              |
| Colombia       | Aguaclara              | Aeródromo de Aguaclara                              |
| Colombia       | Arauca                 | Aeropuerto Santiago Pérez Quiroz                    |
| Colombia       | Barranquilla           | Aeropuerto Internacional Ernesto Cortissoz          |
| Colombia       | Bocas de La Hermosa    | Aeerdómo de Bocas de La Hermosa                     |
| Colombia       | Bocas del Pauto        | Aeródromo de Bocas del Pauto                        |
| Colombia       | Bogotá                 | Aeropuerto Internacional El Dorado                  |
| Colombia       | Bucaramanga            | Aeropuerto Internacional Palonegro                  |
| Colombia       | Cali                   | Aeropuerto Internacional Alfonso Bonilla Aragón     |
| Colombia       | Cartagena de Indias    | Aeropuerto Internacional Rafael Núñez               |
| Colombia       | Cúcuta                 | Aeropuerto Internacional Camilo Daza                |
| Colombia       | El Totumo              | Aeródromo de El Totumo                              |
| Colombia       | Florencia              | Aeropuerto Gustavo Artunduaga                       |
| Colombia       | Inírida                | Aeropuerto César Gaviria Trujillo                   |
| Colombia       | La Macarena            | Aeropuerto de La Macarena                           |
| Colombia       | La Primavera           | Aeródromo de La Primavera                           |
| Colombia       | Laureles               | Aeródromo de Laureles                               |
| Colombia       | Leticia                | Aeropuerto Internacional Alfredo Vásquez Cobo       |
| Colombia       | Medellín               | Aeropuerto Olaya Herrera                            |
| Colombia       | Monterrey              | Aeródromo de Monterrey                              |
| Colombia       | Orocué                 | Aeródromo de Orocué                                 |
| Colombia       | Pasto                  | Aeropuerto Antonio Nariño                           |
| Colombia       | Paz de Ariporo         | Aeródromo de Paz de Ariporo                         |
| Colombia       | Pereira                | Aeropuerto Internacional Matecaña                   |
| Colombia       | Puerto Carreño         | Aeropuerto Germán Olano                             |
| Colombia       | Puerto Leguízamo       | Aeropuerto Caucayá                                  |
| Colombia       | Rondón                 | Aeropuerto Juan José Rondón                         |
| Colombia       | San Andrés             | Aeropuerto Internacional Gustavo Rojas Pinilla      |
| Colombia       | San José del Guaviare  | Aeropuerto Jorge Enrique González                   |
| Colombia       | San Luis de Palenque   | Aeródromo de San Luis de Palenque                   |
| Colombia       | San Pedro de Jagua     | Aeródromo de San Pedro de Jagua                     |
| Colombia       | San Vicente del Caguán | Aeropuerto Eduardo Falla Solano                     |
| Colombia       | Santa Marta            | Aeropuerto Internacional Simón Bolívar              |
| Colombia       | Santa Rosalía          | Aeródromo de Santa Rosalía                          |
| Colombia       | Saravena               | Aeropuerto Los Colonizadores                        |
| Colombia       | Tame                   | Aeropuerto General Gabriel Vargas Santos            |
| Colombia       | Trinidad               | Aeródromo de Trinidad                               |
| Colombia       | Villanueva             | Aeródromo de Villanueva                             |
| Colombia       | Villavicencio          | Aeropuerto Vanguardia                               |
| Colombia       | Yopal                  | Aeropuerto El Alcaraván                             |
| Estados Unidos | Miami                  | Aeropuerto Internacional de Miami                   |
| Panamá         | Ciudad de Panamá       | Aeropuerto Internacional de Tocumen                 |
| Venezuela      | Caracas                | Aeropuerto Internacional de Maiquetía Simón Bolívar |